# Anne Brockenhuus-Schack
Anne Brockenhuus-Schack (født 28. januar 1946 i Hellerup) er en dansk journalist.
Hun er datter af grev Kjeld Brockenhuus-Schack og grevinde Merete, f. komtesse Danneskiold-Samsøe, blev student 1966 og uddannet på Aalborg Stiftstidende.
Hun arbejdede på Dagbladet Information fra 1970 til 1990, hvor hun dækkede social- og sundhedsstoffet og lavede interviews. I 1977 bragtes det første af hvad der udviklede sig til jævnligt tilbagevendende interviews med den narkoprostituerede Beth R.
Fra 1990 til 2000 arbejdede hun som freelance journalist og fra 2000 til 2011 som kommunikationsmedarbejder på Videnscenter på Ældreområdet.